# Ricky Martin
Ricky Martin, właśc. Enrique José Martín Morales (ur. 24 grudnia 1971 w San Juan) – portorykański piosenkarz popowy i aktor. Laureat nagród Grammy i Latin Grammy. Ambasador dobrej woli UNICEF.

## Życiorys

### Dzieciństwo i początki kariery
Urodził się 24 grudnia 1971 w San Juan, jako jedyne dziecko psychologa Enrique Martína III i księgowej Nereidy Morales, którzy się rozwiedli, kiedy Ricky miał dwa lata. Ma pięcioro przyrodniego rodzeństwa, troje ze strona ojca i dwoje ze strony matki.
Karierę artystyczną rozpoczął w wieku pięciu lat, gdy zaczął pracować jako dziecięcy model, a także występował w sztukach teatralnych, reklamach telewizyjnych i śpiewał w kościelnym chórze. W 1984 dołączył do latynoamerykańskiego boysbandu Menudo, wcześniej dwukrotnie zostając odrzuconym podczas przesłuchań. Z zespołem wystąpił w programie Ulica Sezamkowa (1984), sitcomie Statek miłości (1985) i serialu Por siempre amigos (1986).

### Kariera solowa
Gdy miał 17 lat, powrócił do Portoryko. W 1989 podjął studia w Nowym Jorku, dlatego też opuścił zespół Menudo. Następnie wyjechał do Meksyku, gdzie wystąpił w roli Pablo Loredo w telenoweli Alcanzar una estrella (1990) i Alcanzar una estrella II (1991).
W 1990 przeniósł się do Stanów Zjednoczonych i nagrał swój pierwszy solowy album, zatytułowany po prostu Ricky Martin w języku hiszpańskim. W 1991 wydał singiel „Fuego contra fuego”. Zdobył popularność w Meksyku, Argentynie, Chile i Stanach Zjednoczonych. Zagrał postać Enrique w dramacie muzycznym Más que alcanzar una estrella (1992) i wystąpił w sitcomie NBC Getting By (1993). Również w 1993 wydał album pt. Me amarás, który sprzedał w milionie egzemplarzy, dzięki czemu osiągnął znaczącą pozycję w Meksyku. Wkrótce przeniósł się do Los Angeles, gdzie został zaangażowany do roli barmana Miguela Moreza w operze mydlanej ABC Szpital miejski (General Hospital, 1994–95).
24 czerwca 1996 zadebiutował na scenie teatru broadwayowskiego w roli 17-letniego Mariusza Pontmercy w musicalu Les Misérables (na podstawie Nędzników Victora Hugo. Niedługo później wydał album pt. Vuelve (1996), a pochodząca z płyty piosenka „María” była tematem przewodnim brazylijskiej telenoweli Rede Globo Salsa e Merengue (1996-1797). Zyskał tytuł gwiazdy na scenie muzyki latynoamerykańskiej.
Nagrał piosenkę przewodnią „No importa la distancia” do hiszpańskiej wersji językowej filmu animowanego Walt Disney Pictures Herkules w reżyserii Rona Clementsa i Johna Muskera. W następnym roku wykonał oficjalną piosenkę mundialu „The Cup of Life”/„La Copa de la Vida” podczas mistrzostw świata w piłce nożnej 1998.

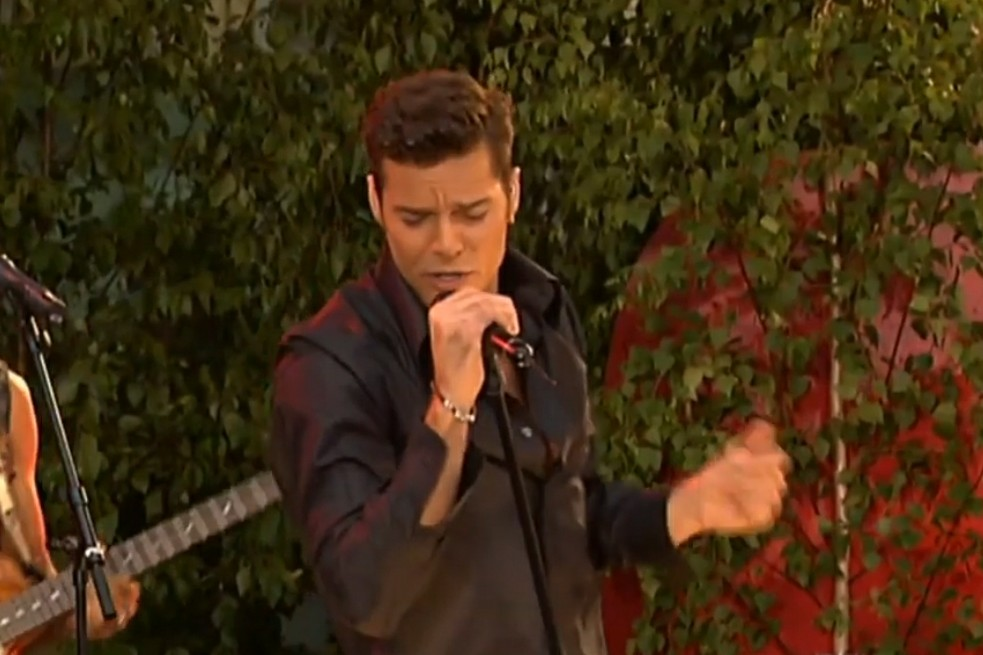
Martin (2001)

W 1999 wydał swoją pierwszą anglojęzyczną płytę, zatytułowaną po prostu Ricky Martin, która odniosła sukces w wielu krajach, zdobywając siedem platynowych płyt, a promujący ją pierwszy singiel „Livin’ la Vida Loca” okazał się przebojem. Na płycie ukazał się też utwór „Be Careful (Cuidado con mi corazón)”, który nagrał w duecie z Madonną. W ramach promocji płyty odbył trasę koncertową obejmującą występy w Azji, Europie, Stanach Zjednoczonych i Ameryce Łacińskiej.
W 2000 wydał album pt. Sound Loaded z przebojami „She Bangs” i „Nobody Wants to Be Lonely” (nagranym w duecie z Christiną Aguilerą), z którym trafił na pierwsze miejsce światowych list przebojów, m.in. United World Chart, i za który w 2002 otrzymał nominację do Grammy w kategorii najlepsza współpraca wokalna – muzyka pop.

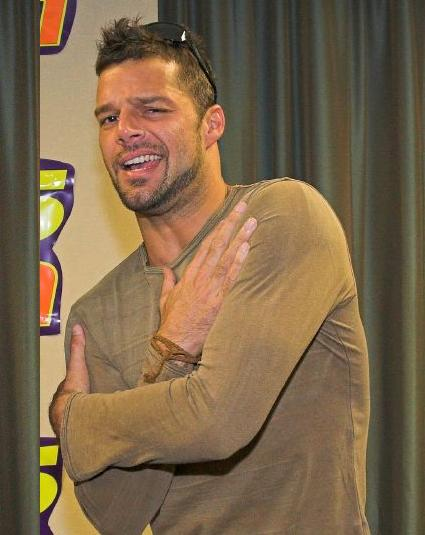
Martin (2005)

W 2006 wydał album koncertowy pt. MTV Unplugged. W 2007 w ramach trasy „Blanco y Negro” zagrał koncert w lizbońskiej Altice Arena dla około 13 tys. osób. 31 stycznia 2011 wydał album pt. Música + Alma + Sexo. 25 marca tego samego roku koncertem w San Juan rozpoczął trasę koncertową „Música + Alma + Sexo World Tour”, którą zakończył 19 listopada 2011 w Santo Domingo po zagraniu 82 koncertów. W 2012 zagrał w musicalu Evita na Broadwayu w Nowym Jorku. W 2013 został jurorem w australijskiej wersji programu The Voice Australia i wydał singiel „Come with Me” utrzymany w stylu elektro-dance-pop. W 2014 wraz z Jennifer Lopez brał udział w nagraniu singla „Adrenalina” Wisina. W marcu tego samego roku wystąpił jako gość muzyczny w programie The Voice Arabia, a 22 kwietnia opublikował teledysk do piosenki „Vida”, która została wybrana na jeden z utworów promujących Mistrzostwa Świata w Piłce Nożnej 2014 w Brazylii.

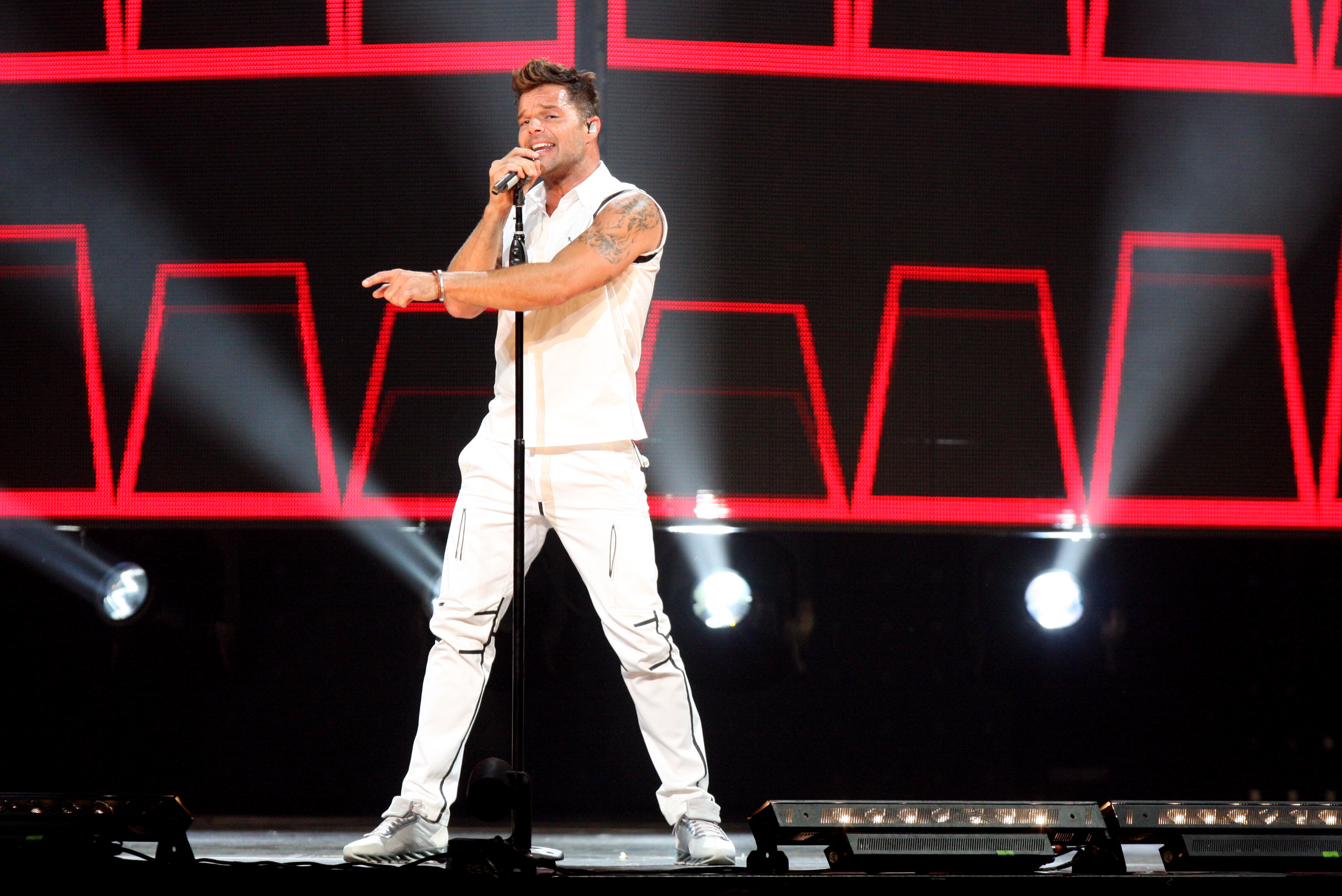
Martin podczas trasy One World Tour w Sydney (2015)

10 lutego 2015 wydał album pt. A Quien Quiera Escuchar, za który otrzymał nagrodę Grammy za najlepszy album muzyki latino. Płytę nagrał w Australii, Portoryko, Los Angeles i mieście Meksyk, a producentem krążka został Julio Reyes. Album promował singlami: „Adiós”, „Disparo al Corazón” i „La Mordidita”. 19 lutego wystąpił na gali rozdania nagród muzyki latynoskiej „Premio Lo Nuestro” w Miami. W następnym miesiącu wydał „Mr. Put It Down”, który nagrał z Pitbullem. 17 kwietnia koncertem w Auckland zainaugurował trasę One World Tour 2015, która objęła koncerty w Nowej Zelandii, Australii, Meksyku, Kanadzie, Stanach Zjednoczonych, Dominikanie, Argentynie, Portoryko, Chile i Urugwaju. W listopadzie pojawił się w Londynie na gali Royal Variety Performance, na której spotkał się z księciem Harrym. Również w 2015 zaśpiewał w utworze Wisina, „Que se sienta el desea”
22 września 2016 wydał utwór „Vente pa' ca”, który nagrał w duecie z Malumą. Zagrał Antonio D’Amico, partnera włoskiego projektanta mody Gianniego Versace (Édgar Ramírez), w serialu FX The Assassination of Gianni Versace: American Crime Story (2018).

## Działalność filantropijna

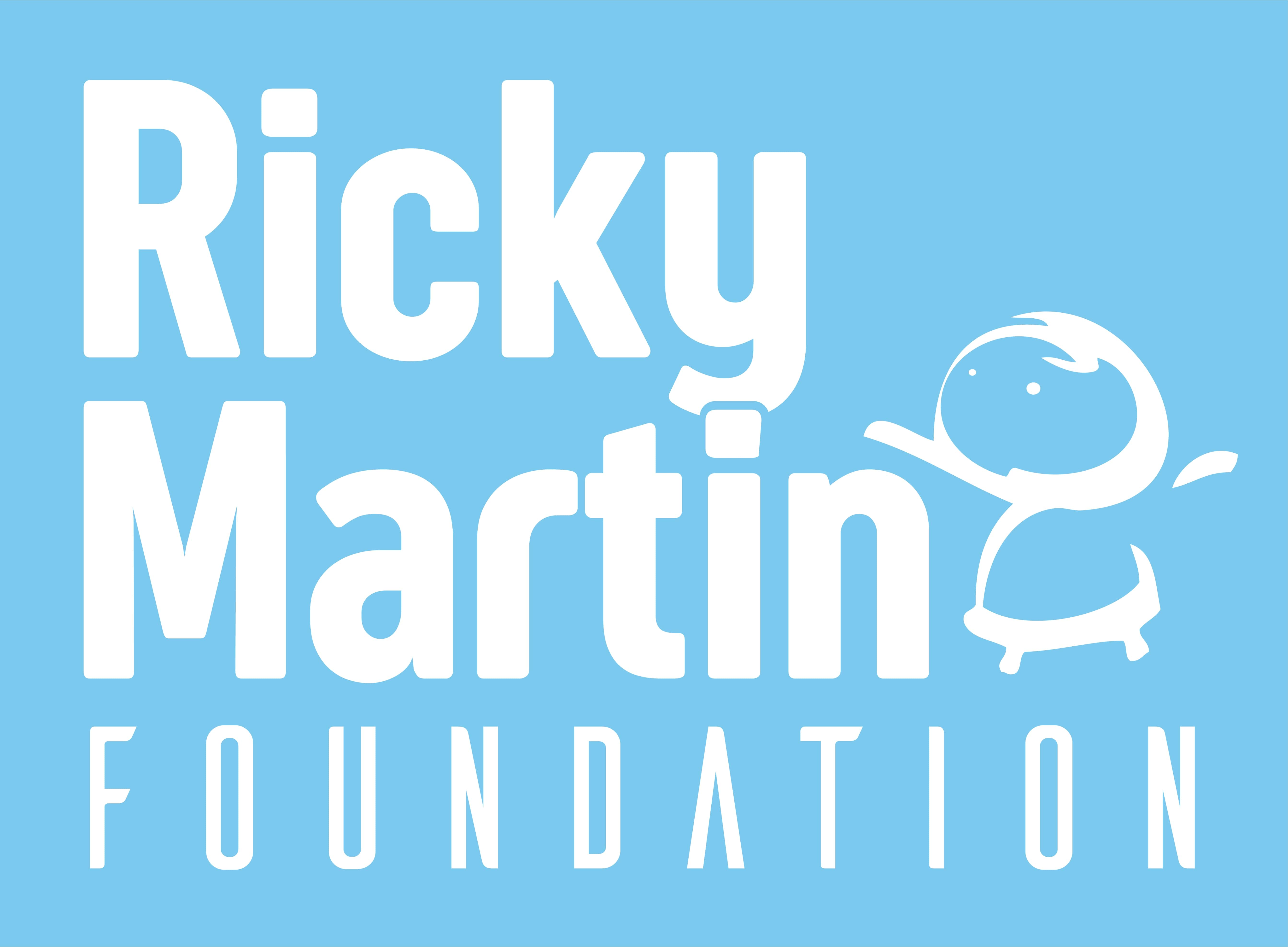
Logo Ricky Martin Foundation

Zaangażowany jest w działalność filantropijną, jego fundacja Ricky Martin Foundation walczy ze współczesnym niewolnictwem – handlem ludźmi oraz wykorzystywaniem nieletnich, niosła także pomoc m.in. poszkodowanym przez tsunami w Tajlandii.

## Życie prywatne
Od maja do października 1992 spotykał się z argentyńską tenisistką Gabrielą Sabatini. Od stycznia 1994 do lutego 2005 był związany z meksykańską modelką Rebeccą de Albą.

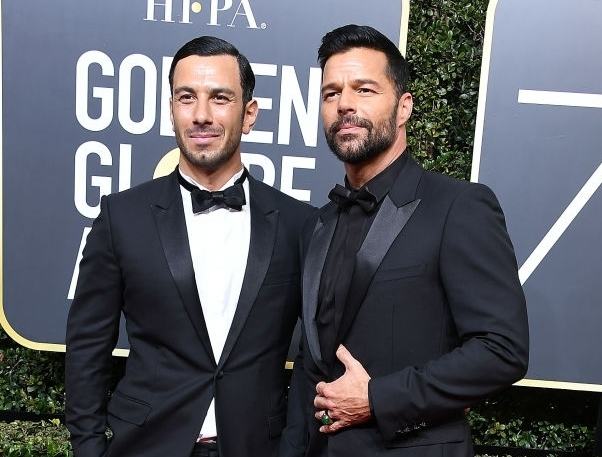
Jwan Yosef i Martin (2018)

W sierpniu 2008 został ojcem synów bliźniaków, Matteo i Valentino, które urodziła matka zastępcza. 29 marca 2010 ujawnił, że jest homoseksualistą. W styczniu 2014, po pięciu latach związku, rozstał się z finansistą Carlosem Gonzálezem Abellą, szkolnym kolegą z Sagrado Corazón w San Juan.
W kwietniu 2016 podczas gali amFAR w São Paulo pokazał się publicznie z nowym partnerem Jwanem Yosefem, ormiańsko-syryjskim artystą malarzem urodzonym w Szwecji. W styczniu 2018 para wzięła ślub. Mają córkę Lucię (ur. 2018), którą urodziła im surogatka. W lipcu 2023 poinformowali o tym, że się rozwodzą.
Przez kilka lat mieszkał w Brazylii i potrafi mówić w języku portugalskim.

## Dyskografia

### Albumy solowe
- 1991: Ricky Martin
- 1993: Me amarás
- 1995: A medio vivir
- 1998: Vuelve
- 1999: Ricky Martin
- 2000: Sound Loaded
- 2003: Almas del silencio
- 2005: Life
- 2011: Música + Alma + Sexo
- 2015: A Quien Quiera Escuchar

## Trasy koncertowe
- Ricky Martin Tour (1992)
- Me Amaras Tour (1993–1994)
- A Medio Vivir Tour (1995–1997)
- Vuelve World Tour (1998)
- Livin’ la Vida Loca Tour (1999–2000)
- One Night Only with Ricky Martin (2005–2006)
- Black and White Tour (2007)
- Música + Alma + Sexo World Tour (2011)
- Ricky Martin Live (2013–2014)
- One World Tour (2015–2016)

## Filmografia
| Rok     | Film                                                                  | Rola                 |
| ------- | --------------------------------------------------------------------- | -------------------- |
| 1985    | Statek miłości (sitcom)                                               | Ricky                |
| 1987    | Por siempre amigos (telenowela)                                       | Ricky                |
| 1990    | Alcanzar una estrella (telenowela)                                    | Pablo Loredo Muriel  |
| 1991    | Alcanzar una estrella II (telenowela)                                 | Pablo Loredo         |
| 1992    | Más que alcanzar una estrella                                         | Enrique              |
| 1993    | Getting By (sitcom)                                                   | Martin               |
| 1994–95 | Szpital miejski (opera mydlana)                                       | Miguel Morez         |
| 1996    | Barefoot in Paradise                                                  | Sandoval             |
| 1997    | Herkules                                                              | Herkules (głos)      |
| 1999    | Zręczne ręce (Idle Hands)                                             | mężczyzna w Car Park |
| 2000    | Mad TV (program TV)                                                   | w roli samego siebie |
| 2002    | Les Diables                                                           | Brian Rodriquez      |
| 2003    | Ricky Martin: En la intimidad (program TV)                            | w roli samego siebie |
| 2003    | Phua Chu Kang Pte Ltd (serial TV)                                     | w roli samego siebie |
| 2006    | Jesteś moim życiem (Sos mi vida, telenowela)                          | w roli samego siebie |
| 2011    | The Oprah Winfrey Show (program TV)                                   | w roli samego siebie |
| 2011    | Susana Giménez (program TV)                                           | w roli samego siebie |
| 2011    | Amerykański tata (American Dad!, serial animowany)                    | w roli samego siebie |
| 2012    | Glee (serial TV)                                                      | David Martinez       |
| 2013    | The Voice Australia (program TV)                                      | w roli samego siebie |
| 2015    | Minionki (Minions)                                                    | Herb Overkill (głos) |
| 2018    | The Assassination of Gianni Versace: American Crime Story (serial TV) | Antonio D’Amico      |
| 2020    | RuPaul’s Drag Race All Stars                                          | w roli samego siebie |

## Występy teatralne
| Rok                                 | Tytuł          | Autor                        | Rola   | Reżyser                 | Teatr    |
| ----------------------------------- | -------------- | ---------------------------- | ------ | ----------------------- | -------- |
| od 24 czerwca do 8 sierpnia 1996    | Les Misérables | Claude-Michel Schönberg      | Marius | Trevor Nunn, John Caird | Broadway |
| od 12 marca 2012 do 26 czerwca 2013 | Evita          | Andrew Lloyd Webber/Tim Rice | Ché    | Michael Grandage        | Broadway |